# (12367) Ourinhos
(12367) Ourinhos est un astéroïde de la ceinture principale.

## Description
(12367) Ourinhos est un astéroïde de la ceinture principale. Il fut découvert le 8 février 1994 à Mérida par Orlando A. Naranjo Villarroel. Il présente une orbite caractérisée par un demi-grand axe de 2,25 UA, une excentricité de 0,14 et une inclinaison de 2,3° par rapport à l'écliptique.

## Compléments